# Ligue féminine de basket 2018-2019
Navigation
2017-2018 2019-2020
| \| Bourges Lyon Lattes Mont-de-Marsan Nantes Landerneau Charleville-Mézières Saint-Amand-les-Eaux Villeneuve-d'Ascq Mondeville La Roche-sur-Yon Tarbes \| Localisation des clubs. |
| Bourges Lyon Lattes Mont-de-Marsan Nantes Landerneau Charleville-Mézières Saint-Amand-les-Eaux Villeneuve-d'Ascq Mondeville La Roche-sur-Yon Tarbes                               |

La saison 2018-2019 de la LFB est la 21e édition de la Ligue féminine de basket.

## Formule de la compétition
Le championnat est composé de douze équipes. Les huit meilleures équipes participent aux play-offs et les quatre dernières aux play-dows. L'équipe vainqueur des play-offs est championne de France, l'équipe dernière des play-downs descend en Ligue féminine 2.

## Clubs participants
Légende des couleurs
- Euroligue féminine de basket-ball 2018-2019
- Eurocoupe féminine de basket-ball 2018-2019
- Promu de Ligue féminine 2 2018-2019

| Club                                                         | Ville                | Dernière montée | Classement 2017-2018 | Entraîneur                     | Depuis    | Salle                                | Capacité théorique | Nombre de saisons en LFB |
| ------------------------------------------------------------ | -------------------- | --------------- | -------------------- | ------------------------------ | --------- | ------------------------------------ | ------------------ | ------------------------ |
| Tango Bourges Basket                                         | Bourges              | 1991            | 01                   | Olivier Lafargue               | 2017      | Palais des sports du Prado           | 5 000              | 27                       |
| Flammes Carolo basket                                        | Charleville-Mézières | 2010            | 02                   | Romuald Yernaux                | 2002      | Caisse d’épargne Arena               | 2 960              | 8                        |
| Landerneau Bretagne Basket                                   | Landerneau           | 2018            | 01 (LF2)             | Stéphane Leite                 | 2014      | La Cimenterie                        | 1 500              | 0                        |
| Basket Landes                                                | Mont-de-Marsan       | 2008            | 04                   | Cathy Melain                   | 2017      | Espace François-Mitterrand           | 2 500              | 10                       |
| Basket Lattes Montpellier Méditerranée Métropole Association | Lattes               | 2001            | 07                   | Thibaut Petit                  | 2018      | Palais des sports de Lattes          | 1 000              | 17                       |
| Lyon ASVEL féminin                                           | Lyon                 | 2011            | 05                   | Valéry Demory                  | 2017      | Salle Mado Bonnet                    | 1 400              | 7                        |
| USO Mondeville                                               | Mondeville           | 1996            | 10                   | Romain Lhermitte               | 2013      | Halle Bérégovoy                      | 2 500              | 21                       |
| Nantes Rezé Basket                                           | Nantes               | 2008            | 08                   | Emmanuel Cœuret                | 2012      | Salle de la Trocardière              | 4 238              | 10                       |
| Roche Vendée Basket Club                                     | La Roche-sur-Yon     | 2017            | 12                   | Emmanuel Body                  | 2013      | Salle des Oudairies                  | 2 500              | 1                        |
| Saint-Amand Hainaut Basket                                   | Saint-Amand-les-Eaux | 2010            | 09                   | Fabrice Fernandes              | 2013      | Salle Maurice-Hugot                  | 1 700              | 9                        |
| Tarbes Gespe Bigorre                                         | Tarbes               | 2016            | 06                   | François Gomez                 | 2015      | Palais des sports du quai de l'Adour | 2 000              | 26                       |
| Villeneuve-d’Ascq                                            | Villeneuve-d’Ascq    | 2000            | 03                   | Frédéric Dusart Rachid Meziane | 2012 2019 | Le Palacium                          | 1 800              | 18                       |

## La saison régulière

### Classement de la saison régulière
En cas d’égalité, les clubs sont départagés en fonction des résultats obtenus lors de leurs confrontations directes, indiquées entre parenthèses si nécessaire.
| Rang | Équipe                        | Pts | J  | G  | P  | Pp   | Pc   | Diff |
| ---- | ----------------------------- | --- | -- | -- | -- | ---- | ---- | ---- |
| 1    | Lyon ASVEL féminin (2-0)      | 40  | 22 | 18 | 4  | 1694 | 1409 | 285  |
| 2    | Tango BourgesT C (0-2)        | 40  | 22 | 18 | 4  | 1722 | 1351 | 371  |
| 3    | Lattes-Montpellier BLMA       | 38  | 22 | 16 | 6  | 1780 | 1558 | 222  |
| 4    | FCB Charleville-Mézières      | 35  | 22 | 13 | 9  | 1625 | 1543 | 82   |
| 5    | Roche Vendée Basket Club (+3) | 34  | 22 | 12 | 10 | 1600 | 1583 | 17   |
| 6    | Basket Landes (–3)            | 34  | 22 | 12 | 10 | 1504 | 1481 | 23   |
| 7    | Landerneau Bretagne BasketP   | 32  | 22 | 10 | 12 | 1485 | 1583 | -98  |
| 8    | Tarbes Gespe BigorreF (+4)    | 31  | 22 | 9  | 13 | 1375 | 1521 | -146 |
| 9    | ESB Villeneuve-d’Ascq LM (–4) | 31  | 22 | 9  | 13 | 1558 | 1582 | -24  |
| 10   | Saint-Amand Hainaut Basket    | 29  | 22 | 7  | 15 | 1475 | 1624 | -149 |
| 11   | Nantes Rezé Basket            | 28  | 22 | 6  | 16 | 1447 | 1726 | -279 |
| 12   | USO Mondeville                | 24  | 22 | 2  | 20 | 1323 | 1627 | -304 |

|   | Qualification pour les play-offs 2019 |
|   | Participation aux play-downs 2019     |
| T | Tenant du titre 2018                  |
| F | Finaliste du championnat 2018         |
| P | Promu de LF2                          |
| C | Vainqueur de la Coupe de France 2017  |

### Matchs
| Résultats (dom.\ext.)                                              | BOU    | CHA   | LDR   | LDS    | LAT    | LYO   | MON   | NAN    | ROC    | SAH    | TAR   | VIL    |
| Bourges                                                            |        | 73-68 | 79-62 | 100-65 | 65-89  | 63-67 | 98-37 | 90-51  | 82-55  | 104-67 | 70-51 | 76-65  |
| Charleville-Mézières                                               | 75-73  |       | 80-75 | 79-59  | 60-77  | 66-79 | 74-65 | 83-65  | 84-72  | 88-77  | 94-69 | 95-87  |
| Landerneau                                                         | 55-83  | 70-67 |       | 53-54  | 65-62  | 58-89 | 77-72 | 68-76  | 59-81  | 80-75  | 73-62 | 60-76  |
| Basket Landes                                                      | 66-73  | 65-60 | 84-68 |        | 81-86  | 64-69 | 68-57 | 93-70  | 69-64  | 61-47  | 78-58 | 71-59  |
| Lattes-Montpellier                                                 | 74-75  | 77-80 | 85-56 | 51-50  |        | 80-63 | 68-64 | 85-69  | 81-66  | 83-68  | 86-74 | 115-81 |
| Lyon                                                               | 67-53  | 77-65 | 86-87 | 89-66  | 78-73  |       | 83-46 | 100-63 | 102-70 | 77-69  | 68-40 | 71-65  |
| Mondeville                                                         | 49-64  | 44-70 | 58-81 | 57-51  | 72-95  | 62-69 |       | 64-65  | 72-75  | 65-85  | 79-85 | 56-67  |
| Nantes-Rezé                                                        | 52-108 | 64-51 | 65-68 | 72-79  | 75-102 | 74-72 | 55-76 |        | 62-78  | 88-71  | 58-71 | 74-69  |
| La Roche-sur-Yon                                                   | 69-90  | 88-71 | 64-81 | 88-80  | 86-83  | 74-60 | 68-48 | 94-68  |        | 64-59  | 62-48 | 79-58  |
| Saint-Amand Hainaut                                                | 50-70  | 59-82 | 52-77 | 72-71  | 63-86  | 54-63 | 76-62 | 72-63  | 73-65  |        | 68-76 | 74-53  |
| Tarbes                                                             | 49-61  | 55-63 | 67-63 | 38-52  | 69-74  | 48-89 | 67-60 | 60-57  | 78-69  | 76-67  |       | 62-79  |
| Villeneuve-d’Ascq                                                  | 68-72  | 73-70 | 66-49 | 71-77  | 98-68  | 69-76 | 86-58 | 72-61  | 75-69  | 70-77  | 51-72 |        |
| - Victoire à domicile - Victoire à l'extérieur - Match non disputé |        |       |       |        |        |       |       |        |        |        |       |        |

### Évolution du classement
| Journées / Clubs     | 1    | 2    | 3    | 4    | 4R | 5  | 6  | 7  | 8  | 9  | 10 | 11 | 12 | 13 | 14 | 15 | 16 | 17 | 18 | 19 | 20 | 21 | 22 | Journées en tête | Journées play-down |
| -------------------- | ---- | ---- | ---- | ---- | -- | -- | -- | -- | -- | -- | -- | -- | -- | -- | -- | -- | -- | -- | -- | -- | -- | -- | -- | ---------------- | ------------------ |
| Bourges              | 11-1 | 10-1 | 9-1  | 8-1  | 3  | 1  | 1  | 2  | 2  | 2  | 1  | 3  | 3  | 3  | 3  | 3  | 2  | 2  | 2  | 2  | 2  | 2  | 2  | 3                | 3                  |
| Charleville-Mézières | 12-1 | 12-1 | 11-1 | 10-1 | 9  | 9  | 9  | 10 | 7  | 8  | 8  | 8  | 7  | 6  | 5  | 5  | 4  | 4  | 4  | 4  | 4  | 4  | 4  |                  | 7                  |
| Landerneau           | 7    | 6    | 7    | 5    | 7  | 8  | 7  | 8  | 9  | 9  | 9  | 6  | 8  | 9  | 10 | 11 | 11 | 9  | 8  | 8  | 8  | 8  | 7  |                  | 8                  |
| Basket Landes        | 3    | 4    | 4    | 3    | 4  | 4  | 4  | 4  | 5  | 6  | 6  | 4  | 4  | 4  | 4  | 4  | 5  | 5  | 5  | 5  | 6  | 6  | 6  |                  |                    |
| Lattes-Montpellier   | 4    | 2    | 1    | 1    | 1  | 2  | 2  | 3  | 3  | 3  | 2  | 1  | 1  | 2  | 2  | 2  | 3  | 3  | 3  | 3  | 3  | 3  | 3  | 4                |                    |
| Lyon                 | 1    | 1    | 3    | 2    | 2  | 3  | 3  | 1  | 1  | 1  | 3  | 2  | 2  | 1  | 1  | 1  | 1  | 1  | 1  | 1  | 1  | 1  | 1  | 15               |                    |
| Mondeville           | 9    | 9    | 10   | 11   | 12 | 12 | 12 | 12 | 12 | 12 | 12 | 12 | 12 | 12 | 12 | 12 | 12 | 12 | 12 | 12 | 12 | 12 | 12 |                  | 22                 |
| Nantes-Rezé          | 8    | 11-1 | 12-1 | 12-1 | 10 | 10 | 11 | 11 | 11 | 10 | 10 | 11 | 11 | 11 | 11 | 10 | 10 | 11 | 11 | 11 | 11 | 11 | 11 |                  | 21                 |
| La Roche-sur-Yon     | 6    | 5    | 6    | 9    | 11 | 11 | 10 | 6  | 6  | 5  | 5  | 5  | 5  | 8  | 6  | 6  | 6  | 7  | 7  | 6  | 5  | 5  | 5  |                  | 3                  |
| Saint-Amand Hainaut  | 5    | 3    | 2    | 4    | 5  | 6  | 6  | 7  | 8  | 7  | 7  | 7  | 9  | 7  | 8  | 9  | 9  | 10 | 10 | 10 | 10 | 10 | 10 |                  | 9                  |
| Tarbes               | 10   | 8    | 8    | 6    | 8  | 7  | 8  | 9  | 10 | 11 | 11 | 10 | 10 | 10 | 9  | 8  | 8  | 8  | 9  | 9  | 9  | 9  | 8  |                  | 13                 |
| Villeneuve-d’Ascq    | 2    | 7-1  | 5-1  | 7-1  | 6  | 5  | 5  | 5  | 4  | 4  | 4  | 9  | 6  | 5  | 7  | 7  | 7  | 6  | 6  | 7  | 7  | 7  | 9  |                  | 2                  |

-1 :
- La rencontre Bourges–Charleville-Mézières comptant pour la 1re journée a été repoussée au 4 novembre, soit entre les 4e et 5e journées, en raison du match des champions organisé lors de l’Open LFB en ouverture du championnat entre ces deux équipes.
- La rencontre Nantes-Rezé–Villeneuve-d’Ascq comptant pour la 2e journée a été repoussée au 4 novembre, soit entre les 4e et 5e journées.

### État de forme des équipes
| Journées / Clubs     | 1 | 2 | 3 | 4 | 5 | 6 | 7 | 8 | 9 | 10 | 11 | 12 | 13 | 14 | 15 | 16 | 17 | 18 | 19 | 20 | 21 | 22 |
| -------------------- | - | - | - | - | - | - | - | - | - | -- | -- | -- | -- | -- | -- | -- | -- | -- | -- | -- | -- | -- |
| Bourges              | G | P | G | G | G | G | G | G | G | G  | P  | P  | P  | G  | G  | G  | G  | G  | G  | G  | G  | G  |
| Charleville-Mézières | P | P | P | G | P | G | P | G | P | G  | G  | G  | G  | G  | G  | G  | G  | G  | P  | P  | G  | P  |
| Landerneau           | P | G | P | G | P | G | P | P | P | G  | G  | P  | P  | P  | P  | P  | G  | G  | G  | G  | P  | G  |
| Basket Landes        | G | P | G | G | G | P | G | P | P | P  | G  | G  | G  | P  | G  | P  | P  | G  | P  | P  | G  | G  |
| Lattes-Montpellier   | G | G | G | P | G | G | P | G | G | G  | G  | G  | P  | P  | G  | P  | G  | G  | G  | G  | G  | P  |
| Lyon                 | G | G | P | G | G | G | G | G | G | P  | G  | G  | G  | G  | G  | G  | G  | P  | G  | G  | G  | P  |
| Mondeville           | P | P | P | P | P | P | P | P | P | P  | P  | P  | P  | G  | P  | P  | P  | G  | P  | P  | P  | P  |
| Nantes-Rezé          | P | G | P | P | P | P | G | P | G | G  | P  | P  | P  | G  | P  | P  | P  | P  | P  | P  | P  | G  |
| La Roche-sur-Yon     | P | G | P | P | P | G | G | G | G | P  | P  | G  | P  | G  | P  | G  | P  | P  | G  | G  | G  | G  |
| Saint-Amand Hainaut  | G | G | G | P | P | P | P | P | G | G  | P  | P  | G  | P  | P  | P  | P  | P  | P  | G  | P  | P  |
| Tarbes               | P | P | G | G | G | P | P | P | P | P  | G  | P  | G  | P  | G  | G  | P  | P  | G  | P  | P  | G  |
| Villeneuve-d’Ascq    | G | P | G | P | G | P | G | G | P | P  | P  | G  | G  | P  | P  | G  | G  | P  | P  | P  | P  | P  |

Séries de la saison
- Séries de victoires : 9 (Charleville-Mézières, Bourges)
- Séries de défaites : 13 (Mondeville)

## Phase finale

### Playoffs
Cette année, les huit meilleures équipes accèdent aux playoffs. La première rencontre la huitième, la seconde rencontre la septième, la troisième rencontre la sixième et la quatrième rencontre la cinquième du classement à l’issue de la saison régulière.

#### Tableau principal
|  | Quarts de finale | Quarts de finale             | Quarts de finale         | Quarts de finale | Quarts de finale |                          |                    | Demi-finales          | Demi-finales | Demi-finales | Demi-finales | Demi-finales |  |  | Finale | Finale             | Finale | Finale | Finale | Finale | Finale |
|  |                  |                              |                          |                  |                  |                          |                    |                       |              |              |              |              |  |  |        |                    |        |        |        |        |        |
|  | 1                | Lyon ASVEL féminin           | *75                      | 82               |                  |                          |                    |                       |              |              |              |              |  |  |        |                    |        |        |        |        |        |
|  | 8                | Tarbes Gespe BigorreF        | 70                       | *61              |                  |                          |                    |                       |              |              |              |              |  |  |        |                    |        |        |        |        |        |
|  | 8                | Tarbes Gespe BigorreF        | 70                       | *61              |                  | 1                        | Lyon ASVEL féminin | *86                   | 73           |              |              |              |  |  |        |                    |        |        |        |        |        |
|  |                  |                              |                          |                  |                  | 1                        | Lyon ASVEL féminin | *86                   | 73           |              |              |              |  |  |        |                    |        |        |        |        |        |
|  |                  | 4                            | FCB Charleville-Mézières | 59               | *68              |                          |                    |                       |              |              |              |              |  |  |        |                    |        |        |        |        |        |
|  | 4                | 4                            | FCB Charleville-Mézières | 59               | *68              | FCB Charleville-Mézières | *81                | 60                    | *91          |              |              |              |  |  |        |                    |        |        |        |        |        |
|  | 4                |                              |                          |                  |                  | FCB Charleville-Mézières | *81                | 60                    | *91          |              |              |              |  |  |        |                    |        |        |        |        |        |
|  | 5                | Roche Vendée Basket Club     | 63                       | *71              | 71               |                          |                    |                       |              |              |              |              |  |  |        |                    |        |        |        |        |        |
|  |                  |                              |                          |                  |                  |                          |                    |                       |              |              |              |              |  |  | 1      | Lyon ASVEL féminin | *71    | *77    | 61     | 85     | *75    |
|  |                  | 3                            | Lattes-Montpellier BLMA0 | 60               | 69               | *72                      | *91                | 61                    |              |              |              |              |  |  |        |                    |        |        |        |        |        |
|  | 2                | Tango Bourges BasketT        | *91                      | 67               | *95              |                          |                    |                       |              |              |              |              |  |  |        |                    |        |        |        |        |        |
|  | 7                | Landerneau Bretagne BasketP0 | 75                       | *71              | 68               |                          |                    |                       |              |              |              |              |  |  |        |                    |        |        |        |        |        |
|  | 7                | Landerneau Bretagne BasketP0 | 75                       | *71              | 68               |                          | 2                  | Tango Bourges BasketT | *66          | 64           |              |              |  |  |        |                    |        |        |        |        |        |
|  |                  |                              |                          |                  |                  |                          | 2                  | Tango Bourges BasketT | *66          | 64           |              |              |  |  |        |                    |        |        |        |        |        |
|  |                  | 3                            | Lattes-Montpellier BLMA0 | 78               | *71              |                          |                    |                       |              |              |              |              |  |  |        |                    |        |        |        |        |        |
|  | 3                | 3                            | Lattes-Montpellier BLMA0 | 78               | *71              | Lattes-Montpellier BLMA  | *83                | 54                    | *81          |              |              |              |  |  |        |                    |        |        |        |        |        |
|  | 3                |                              |                          |                  |                  | Lattes-Montpellier BLMA  | *83                | 54                    | *81          |              |              |              |  |  |        |                    |        |        |        |        |        |
|  | 6                | Basket Landes                | 73                       | *66              | 61               |                          |                    |                       |              |              |              |              |  |  |        |                    |        |        |        |        |        |

* indique l’équipe qui reçoit.

### Playdowns
Les quatre dernières équipes de la saison régulière s’affrontent sur des matches aller-retour, tout en conservant les résultats acquis en saison régulière entre elles. 
| Rang | Équipe                        | Pts | J | G | P | Pp  | Pc  | Diff |
| ---- | ----------------------------- | --- | - | - | - | --- | --- | ---- |
| 1    | Saint-Amand Hainaut Basket    | 11  | 6 | 5 | 1 | 455 | 401 | 54   |
| 2    | ESB Villeneuve-d’Ascq LM (+6) | 9   | 6 | 3 | 3 | 406 | 424 | -18  |
| 3    | Nantes Rezé Basket (–6)       | 9   | 6 | 3 | 3 | 417 | 400 | 17   |
| 4    | USO Mondeville                | 7   | 6 | 1 | 5 | 381 | 434 | -53  |

La formation qui termine dernière de ce classement est reléguée en Ligue féminine 2.
| Rang | Équipe                        | Pts | J  | G | P | Pp  | Pc  | Diff |  | Résultats (dom.\ext.)         | STA   | VIL   | NAN   | MON   |
| ---- | ----------------------------- | --- | -- | - | - | --- | --- | ---- |  | ----------------------------- | ----- | ----- | ----- | ----- |
| 1    | Saint-Amand Hainaut Basket    | 19  | 12 | 7 | 5 | 883 | 808 | 75   |  | Saint-Amand Hainaut Basket    |       | 89-65 | 83-48 | 69-75 |
| 2    | ESB Villeneuve-d’Ascq LM (+1) | 18  | 12 | 6 | 6 | 790 | 782 | 8    |  | ESB Villeneuve-d’Ascq LM (+1) | 65-52 |       | 57-51 | 68-51 |
| 3    | Nantes Rezé Basket (–1)       | 18  | 12 | 6 | 6 | 782 | 833 | -51  |  | Nantes Rezé Basket (–1)       | 81-77 | 74-63 |       | 54-49 |
| 4    | USO Mondeville                | 17  | 12 | 5 | 7 | 774 | 806 | -32  |  | USO Mondeville                | 73-58 | 65-55 | 80-68 |       |

Équipe relégable par journée des playdowns

## Statistiques

### Meilleures moyennes individuelles par match
| # | Nom               | Équipe               | MJ | Points | PPM  |
| - | ----------------- | -------------------- | -- | ------ | ---- |
| 1 | Kariata Diaby     | Landerneau           | 25 | 404    | 16,2 |
| 2 | Alexis Prince     | Tarbes               | 24 | 380    | 15,8 |
| 3 | Shaqwedia Wallace | Nantes-Rezé          | 28 | 434    | 15,5 |
| 4 | Pauline Akonga    | Saint-Amand-les-Eaux | 28 | 430    | 15,4 |
| 5 | Marine Johannès   | Bourges              | 27 | 398    | 14,8 |

| # | Nom                  | Équipe               | MJ | T2R/T2T | %2   |
| - | -------------------- | -------------------- | -- | ------- | ---- |
| 1 | Julie Allemand       | Lyon                 | 26 | 82/114  | 72,0 |
| 2 | Nayo Raincock-Ekunwe | Bourges              | 27 | 111/164 | 67,7 |
| 3 | Kaleena Lewis        | Charleville-Mézières | 20 | 51/85   | 60,0 |
| 4 | Alexia Chartereau    | Bourges              | 27 | 76/128  | 59,4 |
| 5 | Djéné Diawara        | Charleville-Mézières | 27 | 68/118  | 57,6 |

| # | Nom               | Équipe               | MJ | T3R/T3T | %3   |
| - | ----------------- | -------------------- | -- | ------- | ---- |
| 1 | Kaleena Lewis     | Charleville-Mézières | 20 | 35/76   | 46,0 |
| 2 | Nwal-Endéné Miyem | Lattes-Montpellier   | 29 | 34/78   | 43,6 |
| 3 | Ornella Bankolé   | Lattes-Montpellier   | 30 | 41/100  | 41,0 |
| 4 | Mélanie Plust     | Saint-Amand-les-Eaux | 23 | 31/79   | 39,2 |

| # | Nom                    | Équipe             | MJ | T1R/T1T | %1   |
| - | ---------------------- | ------------------ | -- | ------- | ---- |
| 1 | Maggie Lucas           | Landerneau         | 25 | 65/68   | 95,6 |
| 2 | Nwal-Endéné Miyem      | Lattes-Montpellier | 29 | 58/61   | 95,1 |
| 3 | Marie-Michelle Milapie | Landes             | 24 | 51/57   | 89,5 |

| # | Nom                 | Équipe             | MJ | Rbds | RPM |
| - | ------------------- | ------------------ | -- | ---- | --- |
| 1 | Briana Day          | Nantes-Rezé        | 13 | 113  | 8,7 |
| 2 | Clarissa dos Santos | Lyon               | 21 | 155  | 7,4 |
| 3 | Rachel Hollivay     | Nantes-Rezé        | 12 | 86   | 7,2 |
| 4 | Helena Ciak         | Lattes-Montpellier | 29 | 202  | 7,0 |
| 5 | Kariata Diaby       | Landerneau         | 25 | 174  | 7,0 |

| # | Nom            | Équipe               | MJ | PD  | PPM |
| - | -------------- | -------------------- | -- | --- | --- |
| 1 | Amel Bouderra  | Charleville-Mézières | 27 | 185 | 6,9 |
| 2 | Julie Allemand | Lyon                 | 26 | 168 | 6,5 |
| 3 | Céline Dumerc  | Landes               | 25 | 133 | 5,3 |
| 4 | Shona Thorburn | Mondeville           | 26 | 132 | 5,1 |
| 5 | Ana Suárez     | Nantes-Rezé          | 27 | 127 | 4,7 |

| # | Nom                    | Équipe             | MJ | Ctr. | CPM |
| - | ---------------------- | ------------------ | -- | ---- | --- |
| 1 | Aby Gaye               | Tarbes             | 22 | 29   | 1,3 |
| 2 | Miranda Ayim           | Landes             | 25 | 25   | 1,0 |
| 3 | Helena Ciak            | Lattes-Montpellier | 29 | 23   | 0,8 |
| 4 | Clarince Djaldi-Tabdi  | Nantes-Rezé        | 28 | 19   | 0,7 |
| 5 | Marie-Michelle Milapie | Landes             | 24 | 16   | 0,7 |

| # | Nom               | Équipe             | MJ | Int. | IPM |
| - | ----------------- | ------------------ | -- | ---- | --- |
| 1 | Sarah Michel      | Bourges            | 22 | 55   | 2,5 |
| 2 | Magali Mendy      | Villeneuve-d’Ascq  | 27 | 61   | 2,3 |
| 3 | Cristina Ouviña   | Bourges            | 26 | 58   | 2,2 |
| 4 | Samantha Whitcomb | Lattes-Montpellier | 32 | 67   | 2,1 |
| 5 | Jasmine Bailey    | La Roche-sur-Yon   | 25 | 48   | 1,9 |

| # | Nom               | Équipe               | MJ | BP  | BPM |
| - | ----------------- | -------------------- | -- | --- | --- |
| 1 | Ana Suárez        | Nantes-Rezé          | 27 | 106 | 3,9 |
| 2 | Amel Bouderra     | Charleville-Mézières | 27 | 99  | 3,7 |
| 3 | Marine Johannès   | Bourges              | 27 | 89  | 3,3 |
| 4 | Océane Monpierre  | La Roche-sur-Yon     | 25 | 82  | 3,3 |
| 5 | Pauline Akonga    | Saint-Amand-les-Eaux | 28 | 87  | 3,1 |
| 5 | Shaqwedia Wallace | Nantes-Rezé          | 28 | 87  | 3,1 |

| # | Nom            | Équipe             | MJ | ÉPM  |
| - | -------------- | ------------------ | -- | ---- |
| 1 | Julie Allemand | Lyon               | 26 | 19,6 |
| 2 | Kariata Diaby  | Landerneau         | 25 | 19,5 |
| 3 | Alysha Clark   | Lyon               | 27 | 18,6 |
| 4 | Jasmine Bailey | La Roche-sur-Yon   | 25 | 18,3 |
| 5 | Helena Ciak    | Lattes-Montpellier | 29 | 17,9 |

### Moyennes d’équipe par match
| Équipe               | MJ | Pts  | %2     | %3     | %1     | Ro   | Rd   | Rbds | PD   | Ctr. | Int. | BP   | Ft.  | FP   | Éval. |
| -------------------- | -- | ---- | ------ | ------ | ------ | ---- | ---- | ---- | ---- | ---- | ---- | ---- | ---- | ---- | ----- |
| Lattes-Montpellier   | 32 | 78,1 | 50,6 % | 34,6 % | 80,3 % | 10,6 | 28,1 | 38,7 | 18,9 | 2,5  | 8,2  | 14,0 | 16,8 | 17,6 | 91,6  |
| Bourges              | 27 | 78,0 | 52,5 % | 34,5 % | 71,4 % | 10,7 | 25,4 | 36,1 | 20,4 | 1,9  | 11,0 | 14,2 | 18,3 | 19,2 | 94,4  |
| Lyon                 | 31 | 76,8 | 51,0 % | 33,9 % | 79,1 % | 10,4 | 27,7 | 38,0 | 22,6 | 2,2  | 9,4  | 14,0 | 16,5 | 17,5 | 96,0  |
| Charleville-Mézières | 27 | 73,5 | 51,2 % | 33,5 % | 78,1 % | 9,2  | 25,8 | 35,0 | 18,5 | 1,2  | 8,4  | 15,5 | 16,7 | 17,3 | 83,6  |
| La Roche-sur-Yon     | 25 | 72,2 | 48,3 % | 28,6 % | 64,6 % | 14,1 | 26,5 | 40,6 | 15,1 | 1,8  | 8,9  | 17,5 | 18,8 | 17,5 | 73,8  |
| Villeneuve-d’Ascq    | 28 | 69,0 | 46,2 % | 31,4 % | 76,7 % | 10,3 | 27,1 | 37,4 | 16,6 | 2,0  | 8,7  | 16,0 | 18,7 | 16,1 | 73,5  |
| Landes               | 25 | 68,2 | 46,2 % | 31,4 % | 78,3 % | 11,4 | 24,8 | 36,2 | 17,6 | 2,9  | 8,8  | 14,4 | 17,8 | 17,9 | 78,0  |
| Landerneau           | 25 | 68,0 | 46,3 % | 32,1 % | 76,5 % | 7,0  | 27,2 | 34,2 | 16,4 | 1,2  | 6,8  | 15,1 | 18,0 | 18,7 | 72,4  |
| Saint-Amand-les-Eaux | 28 | 68,0 | 47,8 % | 30,7 % | 69,2 % | 8,4  | 25,2 | 33,6 | 16,0 | 0,8  | 7,7  | 15,4 | 16,7 | 16,4 | 68,6  |
| Nantes-Rezé          | 28 | 65,1 | 40,8 % | 30,8 % | 80,6 % | 11,3 | 25,6 | 36,9 | 12,8 | 1,8  | 8,0  | 16,6 | 18,8 | 17,4 | 62,4  |
| Tarbes               | 24 | 62,8 | 44,4 % | 29,4 % | 76,3 % | 8,1  | 28   | 36,1 | 13,3 | 2,7  | 6,6  | 15,3 | 16,8 | 16,3 | 65,3  |
| Mondeville           | 28 | 61,3 | 42,8 % | 32,6 % | 71,8 % | 10,1 | 25,7 | 35,8 | 17,3 | 2,0  | 6,9  | 17,7 | 15,4 | 15,8 | 65,7  |

### Meilleures performances sur un match
Individuelles
| Statistique                | Joueuse                                                                 | Équipe                                               | Total | Adversaire                                                               | Journée et résultat                                                          |
| -------------------------- | ----------------------------------------------------------------------- | ---------------------------------------------------- | ----- | ------------------------------------------------------------------------ | ---------------------------------------------------------------------------- |
| Points                     | Pauline Akonga                                                          | Saint-Amand-les-Eaux                                 | 32    | Landerneau                                                               | J. 6 (D 80–75)                                                               |
| Adresse à 2 points         | Kariata Diaby Helena Ciak                                               | Landerneau Lattes-Montpellier                        | 13/18 | Lyon Bourges                                                             | J. 18 (V 86–87) J. 22 (D 74-75)                                              |
| Adresse à 3 points         | Angela Bjorklund                                                        | Villeneuve-d’Ascq                                    | 7/8   | Mondeville                                                               | J. 1 (V 86–58)                                                               |
| Adresse aux lancers francs |                                                                         |                                                      |       |                                                                          |                                                                              |
| Rebonds offensifs          | Helena Ciak                                                             | Lattes-Montpellier                                   | 12    | Landes                                                                   | ¼ a. (V 83–73)                                                               |
| Rebonds défensifs          | Kariata Diaby                                                           | Landerneau                                           | 12    | Nantes-Rezé                                                              | J. 20 (V 65–68)                                                              |
| Rebonds                    | Helena Ciak Clarissa dos Santos                                         | Lattes-Montpellier Lyon                              | 15    | Landes Bourges Villeneuve-d’Ascq                                         | ¼ a. (V 83–73) ½ r. (V 71–64) J. 4 (V 71–65)                                 |
| Passes décisives           | Amel Bouderra                                                           | Charleville-Mézières                                 | 13    | Landerneau                                                               | J. 19 (D 70–67)                                                              |
| Interceptions              | Céline Dumerc Ana Suárez Samantha Whitcomb Sarah Michel Cristina Ouviña | Basket Landes Nantes-Rezé Lattes-Montpellier Bourges | 6     | Lattes-Montpellier Villeneuve-d’Ascq Lyon Nantes-Rezé Lattes-Montpellier | J. 9 (D 81–86) J. 13 (D 72–61) F. 4 (V 91–85) J. 17 (V 90–51) ½ r. (D 71–64) |
| Contres                    | 11 joueuses                                                             | 11 joueuses                                          | 3     |                                                                          |                                                                              |
| Balles perdues             | Ana Suárez                                                              | Nantes-Rezé                                          | 11    | La Roche-sur-Yon                                                         | J. 19 (D 94–68)                                                              |
| Évaluation                 | Helena Ciak                                                             | Lattes-Montpellier                                   | 35    | Villeneuve-d’Ascq                                                        | J. 18 (V 115–81)                                                             |

D’équipe

## Récompenses individuelles

### Trophées du basket

#### Récompenses individuelles
- Lors des Trophées du basket 2019, sont révélés la meilleure joueuse, la meilleure espoir ainsi que le meilleur entraîneur de la saison.

| Meilleure joueuse                | Meilleure espoir         | Meilleur entraîneur  |
| -------------------------------- | ------------------------ | -------------------- |
| Héléna Ciak (Lattes-Montpellier) | Marine Fauthoux (Tarbes) | Valéry Demory (Lyon) |

#### Meilleur cinq
| Meneuse               | Arrière                                | Ailière                             | Intérieure                 | Pivot                            |
| --------------------- | -------------------------------------- | ----------------------------------- | -------------------------- | -------------------------------- |
| Julie Allemand (Lyon) | Marine Johannès (Tango Bourges Basket) | Haley Peters (Charleville-Mézières) | Kariata Diaby (Landerneau) | Héléna Ciak (Lattes-Montpellier) |

## Clubs engagés en Coupe d’Europe

### Euroligue
| Équipe               | Qualifications                                 | Qualifications                                 | Saison régulière | Saison régulière | Playoffs                               | Playoffs                               | Bilan général  |
| Équipe               | Résultat                                       | Vic-Déf (%Vic)                                 | Résultat         | Vic-Déf (%Vic)   | Résultat                               | Vic-Déf (%Vic)                         | Vic-Déf (%Vic) |
| -------------------- | ---------------------------------------------- | ---------------------------------------------- | ---------------- | ---------------- | -------------------------------------- | -------------------------------------- | -------------- |
| Bourges              | Directement qualifiée pour la saison régulière | Directement qualifiée pour la saison régulière | 3e du groupe A   | 9–5 (64 %)       | ¼ de finale                            | 0–2 (0 %)                              | 9–7 (56 %)     |
| Charleville-Mézières | Directement qualifiée pour la saison régulière | Directement qualifiée pour la saison régulière | 6e du groupe B   | 5–9 (36 %)       | Reversée en ¼ de finale de l’Eurocoupe | Reversée en ¼ de finale de l’Eurocoupe | 5–9 (36 %)     |
| Villeneuve-d’Ascq    | Qualifiée                                      | 1–1 (50 %)                                     | 7e du groupe A   | 4–10 (29 %)      | Éliminée                               | Éliminée                               | 5–11 (31 %)    |

### EuroCoupe
| Équipe               | Qualifications                                 | Qualifications                                 | Saison régulière                           | Saison régulière                           | Playoffs        | Playoffs       | Bilan général  |
| Équipe               | Résultat                                       | Vic-Déf (%Vic)                                 | Résultat                                   | Vic-Déf (%Vic)                             | Résultat        | Vic-Déf (%Vic) | Vic-Déf (%Vic) |
| -------------------- | ---------------------------------------------- | ---------------------------------------------- | ------------------------------------------ | ------------------------------------------ | --------------- | -------------- | -------------- |
| Basket Landes        | Directement qualifiée pour la saison régulière | Directement qualifiée pour la saison régulière | 2e du groupe J                             | 3–3 (50 %)                                 | 1er tour        | 0–2 (0 %)      | 3–5 (38 %)     |
| Charleville-Mézières | Engagée en saison régulière de l’Euroligue     | Engagée en saison régulière de l’Euroligue     | Engagée en saison régulière de l’Euroligue | Engagée en saison régulière de l’Euroligue | ¼ de finale     | 0–2 (0 %)      | 5–11 (31 %)    |
| Lattes Montpellier   | Directement qualifiée pour la saison régulière | Directement qualifiée pour la saison régulière | 1re du groupe I                            | 6–0 (100 %)                                | Finaliste       | 8–2 (80 %)     | 14–2 (88 %)    |
| Lyon ASVEL           | Directement qualifiée pour la saison régulière | Directement qualifiée pour la saison régulière | 2e du groupe I                             | 4–2 (67 %)                                 | ¼ de finale     | 6–2 (75 %)     | 10–4 (71 %)    |
| Nantes Rezé          | Qualifiée                                      | 2–0 (100 %)                                    | 3e du groupe G                             | 3–3 (50 %)                                 | 1/16e de finale | 1–3 (25 %)     | 6–6 (50 %)     |
| Tarbes               | Directement qualifiée pour la saison régulière | Directement qualifiée pour la saison régulière | 1re du groupe J                            | 6–0 (100 %)                                | ⅛ de finale     | 1–3 (25 %)     | 7–3 (70 %)     |